# Extremo Oeste Baiano
Extremo Oeste Baiano è una mesoregione dello Stato di Bahia in Brasile.

## Microregioni
È suddivisa in 3 microregioni:
- Barreiras
- Cotegipe
- Santa Maria da Vitória